# یوگنی لاونف
یِوگِنی لاونف (به انگلیسی: Yevgeny Lagunov) (زادهٔ ۱۴ دسامبر ۱۹۸۵) شناگر اهل روسیه است.